# Yann Marguet
Pour les articles homonymes, voir Marguet.
Yann Marguet, né le 21 septembre 1984 à Sainte-Croix, est un humoriste et chroniqueur radio franco-suisse.

## Biographie

### Jeunesse
Yann Marguet naît le 21 septembre 1984 à Sainte-Croix, dans le canton de Vaud. Son père, René Marguet, est syndic radical de Sainte-Croix de 1975 à 1985 et directeur financier et administratif chez le fabricant de machines à écrire Hermes Precisa International, ; sa mère, Jacqueline est bretonne,. Il est double national franco-suisse.

### Formation
Il vit à Sainte-Croix jusqu'à ses dix-huit ans, puis à Lausanne depuis 2003. Il étudie le droit à l'Université de Lausanne où il obtient un master. Il interrompt ensuite un doctorat en criminologie pour s'inscrire à la Haute École pédagogique du canton de Vaud, puis est invité par Blaise Bersinger à devenir auteur sur la radio privée Rouge FM.

### Carrière
En 2016, il rejoint Couleur 3 où il crée les chroniques Les Orties et Sexomax qui obtiennent un grand succès, notamment sur Internet. Il fait également plusieurs apparitions à la télévision dans l'émission 26 minutes.
En 2019, Yann Marguet crée son premier seul en scène, Exister, définition, sur les planches du Théâtre Boulimie,.
À partir de la rentrée de septembre 2022, il tient une chronique hebdomadaire sur France Inter, dans l'émission Zoom Zoom Zen animée par Matthieu Noël. Depuis septembre 2023, il est chroniqueur dans l'émission Quotidien, avec un billet d'humeur hebdomadaire baptisé « Vivement qu'on crève ! ».

## Chroniques humoristiques
- 2015-2016 : La prise chère sur Rouge FM[10] ;
- De février 2016[11] au 1er novembre 2018[16] : Les Orties sur Couleur 3 ;
- Durant l'été 2017 : Wild Wild Welsh, produite par l'émission Mise au Point[11] ;
- De septembre 2017 à juin 2020 : Sexomax sur Couleur 3[11] ;
- De janvier 2019 à juin 2020 : L'actu de Fusil McCul sur Couleur 3 ;
- De janvier à juin 2020 : Les favoris de Pastori sur Couleur 3[17] ;
- De septembre 2020 à juin 2021 : Matin Musique sur Couleur 3 ;
- Dès octobre 2021 : reprises des Orties sur Couleur 3 ;
- Depuis septembre 2022 : chronique hebdomadaire dans Zoom zoom zen sur France Inter ;
- Depuis septembre 2023 : Vivement qu'on crève ! dans Quotidien sur TMC.

## Spectacles
- 2019 : Exister, définition[13]
- 2021 : Les gens meurent (comédien et co-auteur)[18]